# Тетюшев, Савва Никифорович
Савва Никифорович Тетюшев — русский купец, по указу императрицы Екатерины II основавший соляную пристань на реке Ашкадар. Впоследствии эта пристань выросла в город Стерлитамак.

## Семья
Родился в крестьянской семье, в 1766 ему было 40 лет. Отец, крестьянин Никифор Яковлевич, записал своих детей в купеческое сословие. Жена — Татьяна Ивановна, в девичестве Мещанинова. По воспоминаниям современников, Савва Тетюшев внешне был очень похож на императора Петра III.

## Торговая деятельность
Снабжал тканями действующую армию, поставлял товары в императорский дворец. В 1761 направлялся в Польшу для закупки «сукон, шелковых материй, газов и пуанде-шпанов» (кружев) для великого князя Петра Фёдоровича и великой княгини Екатерины Алексеевны (будущей Екатерины II). В 1762 был военным фактором (поставщиком), находившимся в Шлезвиг-Гольштинской службе. Был пожалован в надворные советники.

## Основатель Стерлитамака
В 1764 занимался соляными поставками в Оренбурге. Выдвинул проект увеличения поставок соли из региона в Центральную Россию до миллиона пудов в год. Для этого предложил построить новую пристань на слиянии Ашкадара и Белой на землях башкир Тельтим-Юрматинской волости, которая находилась на территории современного Заашкадарского района города Стерлитамака.
В 1765 на аудиенции у Екатерины II получил высочайшее одобрение своего проекта. Был назначен главным директором добывания и отправления илецкой соли, и в начале 1766 в возвратился из Петербурга в Оренбургскую губернию. Был произведён в коллежские советники. В 1766—1767 руководил строительством пристани с лесопилкой, плотиной, шлюзами, складами, казармами и барками. Весной 1767 первый караван барок, гружёный 323 846 пудами соли, вышел из устья Ашкадара. Из-за целого ряда причин (малонаселённость края, сложные климатические условия, короткий период навигации и др.) «соляной» проект Саввы Тетюшева в полной мере реализовать не удалось — ежегодно на Стерлитамакскую пристань завозилось не более 350 тысяч пудов соли.
В современном Стерлитамаке есть улица Саввы Тетюшева.